# Третяк Корнилій Романович
Корнилій Романович Третяк (нар. 13 квітня 1958, Львів) — український геодезист. Доктор технічних наук, професор. Директор Інституту геодезії Національного університету «Львівська політехніка». Лауреат Державної премії України в галузі науки і техніки. Заслужений діяч науки і техніки України.

## Наукова діяльність
Випускник геодезичного факультету (1979). Після закінчення Львівської політехніки за спеціальністю «Прикладна геодезія» розпочав трудову діяльність у стінах рідного інституту в галузевій науково-дослідній лабораторії геодезичного моніторингу та рефрактометрії. Працював інженером, молодшим та старшим наукового співробітником.
1992 року захистив кандидатську дисертацію «Оптимальне проектування планових геодезичних побудов». Наступного року перейшов на викладацьку роботу на посаду асистента кафедри вищої геодезії та астрономії Львівської політехніки, а протягом 1994—2000 рр. обіймав посади старшого викладача й доцента цієї ж кафедри. 2001 року вступив до докторантури, а через три роки захистив дисертацію «Оптимізація кінематичних геодезичних мереж». Після дострокового завершення навчання в докторантурі він повернувся на кафедру вищої геодезії та астрономії. У 2006 році йому присвоєно вчене звання професора. 2007 року Корнилія Третяка обрано директором Інституту геодезії НУ «Львівська політехніка».
З 2006 року очолює галузеву науково-дослідну лабораторію геодезичного моніторингу та рефрактометрії.
Учасник 8-ї, 10-ї, 18-ї, 19-ї антарктичних експедицій, заснував у районі української станції «Академік Вернадський» високоточну геодезичну мережу. Під його керівництвом проведено два цикли повторних GPS-вимірів на цій мережі, за результатами яких уточнено місцезнаходження тектонічного розлому протоки Пенола та розроблена його геодинамічна модель, визначено локальні швидкості руху земної кори у регіоні архіпелагу Аргентинські острови. Під керівництвом Третяка було встановлено складові векторів зміщень Антарктичної тектонічної плити.
Інший напрямом наукових досліджень — визначення та прогноз деформацій інженерних споруд АЕС, ТЕС та ГЕС. Ці пошуки включені до Державної науково-технічної програми (ДНТП 2002) Міністерства освіти і науки України як «Розробка технологій для подовження ресурсу, підвищення рівня безпеки та енергоефективності потужних енергоблоків ТЕС, ГЕС і АЕС».
Опублікував понад 250 наукових праць, чотири монографії,навчальний посібник і підручник має 8 авторських свідоцтва і патентів.
Голова спеціалізованої вченої ради із захисту докторських дисертацій за спеціальностями «Геодезія, фотограмметрія та картографія» і «Кадастр та моніторинг земель», заступник голови галузевої експертної ради 19 "Архітектура і будівництво" Національного агентства із забезпечення якості освіти, голова вченої ради Інституту геодезії, член вченої ради Національного університету «Львівська політехніка», головний редактор міжвідомчого науково-технічного збірника «Геодезія, картографія і аерофотознімання» [Архівовано 4 травня 2018 у Wayback Machine.], головний редактор наукового журналу «Геодинаміка» [Архівовано 4 травня 2018 у Wayback Machine.], член редколегії науково-технічних журналів «Reports on Geodesy and Geoinformatics» [Архівовано 4 травня 2018 у Wayback Machine.], «Вісник геодезії та картографії», «Інженерна геодезія».

## Нагороди
- Державна премія України в галузі науки і техніки 2015 року — за цикл наукових праць «Структура і динаміка геофізичних полів як відображення еволюції та взаємодії геосфер в Антарктиці» (у складі колективу)[2]
- Заслужений діяч науки і техніки України[3]

1. ↑   (PDF) https://naqa.gov.ua/wp-content/uploads/2023/12/19_ГЕР_12.12.2023.pdf. {{cite web}}: Пропущений або порожній |title= (довідка)
2. ↑  Указ Президента України від 11 жовтня 2016 року № 440/2016 «Про присудження Державних премій України в галузі науки і техніки 2015 року»
3. ↑  УКАЗ ПРЕЗИДЕНТА УКРАЇНИ №300/2018 — Офіційне інтернет-представництво Президента України. Офіційне інтернет-представництво Президента України (ua) . Архів оригіналу за 22 квітня 2019.